# Ыйджон (правитель Корё)
Ыйджон (кор. 의종, 毅宗, Uijong) — 18-й правитель корейского государства Корё, правивший в 1146—1170 годах. Имя — Хён (кор. 현, 晛, Hyeon). Вторые имена — Ильсын (кор. 일승, 日升, Ilseung) и Сын.
Посмертный титул — Канква Чанхё-тэван.
Старший сын короля Инджона. С 1134 наследный принц, с 1146 г. после смерти отца — правитель государства Корё.
В августе 1170 г. противоречия и вражда между придворной аристократией и военными привели к восстанию. Высшие офицеры корейской армии Чон Джун Бу, Ли Ый Бан, Ли Го организовали государственный переворот, в результате которого Ыйджон был свергнут и отправлен в ссылку. На королевский трон военачальники посадили его брата Мёнджона, не пользовавшегося реальной властью.